# Nicolas Charles Oudinot
Nicolas Charles Oudinot, född 25 april 1767, död 13 september 1847, hertig av Reggio 1809, var en fransk militär; marskalk 1809. Han var far till Victor Oudinot.
Oudinot utmärkte sig under revolutionskrigen i försvaret av Biteha 1793 och slaget vid Kaiserslautern 1794, blev brigadgeneral 1794, divisionsgeneral 1799. Han bidrog till segern i slaget vid Austerlitz 1805.
Oudinot utmärkte sig i spetsen för en grenadjärdivision av Lannes' kår vid Friedland 1807. I slaget vid Wagram (1809) förde han 2:a armékåren med synnerlig tapperhet mot fiendens front, varför han belönades med marskalksstaven och hertiglig värdighet. På 1812 års tåg mot Ryssland anförde Oudinot 2:a och i början av 1813 års krig i Tyskland 12:e kåren. Efter stilleståndets utgång fick han befälet över de tre armékårer, som skulle rycka fram mot Berlin, men misslyckades häri genom förlusten av slaget vid Grossbeeren (23 augusti 1813). Han var även, i spetsen för 12:e kåren, med i nederlaget vid Dennewitz (6 september). I slaget vid Wachau (16 oktober) förde han med framgång två divisioner av "unga gardet".
Efter Napoleons fall (1814) slöt Oudinot sig till Ludvig XVIII och fick befälet över en division. Under "hundra dagarna" (1815) förblev han i overksamhet. Som chef för 1:a armékåren deltog Oudinot i 1823 års fälttåg i Spanien. Efter julirevolutionen (1830) drog han sig tillbaka och var från 1843 till sin död guvernör för Invalidhotellet. Oudinot var en tapper truppförare, men visade sig ständigt oförmögen att föra självständigt befäl.